# Bukovec (Hnilecké vrchy)
Bukovec (1127 m) – szczyt w Górach Wołowskich w łańcuchu Rudaw Słowackich. Najwyższy szczyt grupy górskiej Hnilecké vrchy.
Wznosi się na północ od doliny Hnilca, w zachodniej części długiego, południowego pasma Hnileckich Wierchów, mniej więcej na północ od miejscowości Švedlár. Dość rozległa i płaska kopuła szczytowa, pokryta w większości łąkami, zapewnia rozległe widoki, sięgające aż po Tatry.
Na szczyt prowadzą znakowane szlaki turystyczne:
  od północy z Poráča
  od wschodu z Krompašskiego Wierchu
  od południa ze Švedláru
 z zachodu z Závadki